# Perdita stenopyga
Perdita stenopyga är en biart som beskrevs av Timberlake 1964. Perdita stenopyga ingår i släktet Perdita och familjen grävbin. Inga underarter finns listade i Catalogue of Life.